# Der Zauberschulbus
Der Zauberschulbus (Originaltitel: The Magic School Bus) ist eine US-amerikanische Zeichentrickserie, die zwischen 1994 und 1997 produziert wurde. 2017 erschien eine Neuaufsetzung der Serie mit dem Titel Der Zauberschulbus ist wieder unterwegs (im Original: The Magic School Bus Rides Again) auf Netflix.

## Handlung
Mrs. Frizzles ist Lehrerin und verfügt über magische Kräfte. In einem Zauberschulbus reist sie mit ihren Schülern an verschiedene Orte, an denen sie viele Abenteuer erleben.

## Produktion und Veröffentlichung
Die Serie wurde zwischen 1994 und 1997 in den USA produziert. Dabei entstanden vier Staffeln mit 52 Episoden. Die Erstausstrahlung fand am 10. September 1994 auf PBS statt. In Deutschland wurde die Serie erstmals am 15. Dezember 1996 auf ProSieben ausgestrahlt. Regie führten Charles E. Bastien und Lawrence Zelig „Larry“ Jacobs.

## Synchronisation
| Rolle                               | Englischer Sprecher | Deutscher Sprecher (2015) |
| ----------------------------------- | ------------------- | ------------------------- |
| Ms. Frizzles                        | Lily Tomlin         | Juana von Jascheroff      |
| Carlos Ramon                        | Daniel DeSanto      | Friederike Walke          |
| Keesha Franklin                     | Erica Luttrell      | Marie-Isabel Walke        |
| Dorothy Ann                         | Tara Meyer          | Lydia Morgenstern         |
| Phoebe Terese                       | Maia Filar          | Josephine von Jascheroff  |
| Wanda Li                            | Lisa Yamanaka       | Friedel Morgenstern       |
| Arnold Perlstein Andy (1. Synchron) | Danny Tamberelli    | Constantin von Jascheroff |
| Tim Jamal                           | Max Beckford        | Sarah Alles               |

## Episodenliste

### Staffel 1
| Nr. | Deutscher Titel                  | Englischer Titel       | Erstausstrahlung   |
| 1   | Ausflug ins All                  | Gets Lost In Space     | 10. September 1994 |
| 2   | Abenteuer im Verdauungssystem    | For Lunch              | 17. September 1994 |
| 3   | Die Schlacht mit den Bakterien   | Inside Ralphie         | 24. September 1994 |
| 4   | Guten Appetit, Herr Thunfisch!   | Gets Eaten             | 1. Oktober 1994    |
| 5   | Bella springt davon              | Hops Home              | 8. Oktober 1994    |
| 6   | Eine faule Reise                 | Meets The Rot Squad    | 15. Oktober 1994   |
| 7   | Ab in die Wüste                  | All Dried Up           | 22. Oktober 1994   |
| 8   | Töne aus dem Geisterhaus         | In The Haunted House   | 29. Oktober 1994   |
| 9   | Chemieunterricht in der Bäckerei | Gets Ready, Set, Dough | 5. November 1994   |
| 10  | Physik ist Klasse!               | Plays Ball             | 12. November 1994  |
| 11  | Im Reich der Pflanzen            | Goes To Seed           | 19. November 1994  |
| 12  | Unterwegs zu den Ameisen         | Gets Ants In The Pants | 26. November 1994  |
| 13  | Wie macht man Wetter?            | Kicks Up A Storm       | 3. Dezember 1994   |

### Staffel 2
| Nr. | Deutscher Titel               | Englischer Titel            | Erstausstrahlung   |
| 14  | Eine Insel entsteht           | Blows Its Top               | 9. September 1995  |
| 15  | Ralfi und sein Roboter        | Flexes Its Muscles          | 16. September 1995 |
| 16  | Im Land der Dinosaurier       | The Busasaurus              | 23. September 1995 |
| 17  | Von Fledermäusen und Vampiren | Going Batty                 | 30. September 1995 |
| 18  | Im Schmetterlingssumpf        | Butterfly And The Bog Beast | 7. Oktober 1995    |
| 19  | Im Wasserland                 | Wet All Over                | 14. Oktober 1995   |
| 20  | Die Reise ins Gurkenglas      | In A Pickle                 | 21. Oktober 1995   |
| 21  | Rettet den Zauberbus!         | Revving Up                  | 28. Oktober 1995   |
| 22  | Die Kunst des Fliegens        | Taking Flight               | 4. November 1995   |
| 23  | Ohne Strom nichts los         | Getting Energized           | 11. November 1995  |
| 24  | Gefahr aus dem All            | Out Of This World           | 18. November 1995  |
| 25  | Die Reptilien-Oase            | Cold Feet                   | 25. November 1995  |
| 26  | Auf Unterwasser-Expedition    | Ups And Downs               | 2. Dezember 1995   |

### Staffel 3
| Nr. | Deutscher Titel                | Englischer Titel           | Erstausstrahlung   |
| 27  | Der Tanz der Bienen            | In A Beehive               | 14. September 1996 |
| 28  | In der Arktis                  | In The Arctic              | 21. September 1996 |
| 29  | Operation Spinne               | Spins A Web                | 28. September 1996 |
| 30  | Gefangen in der Badewanne      | Under Construction         | 5. Oktober 1996    |
| 31  | Das Gespensterlicht            | Gets A Bright Idea         | 12. Oktober 1996   |
| 32  | Der Zeig- und Erzählwettbewerb | Shows And Tells            | 19. Oktober 1996   |
| 33  | Das Geheimnis der Farben       | Makes A Rainbow            | 26. Oktober 1996   |
| 34  | Auf der Spur der Lachse        | Goes Upstream              | 2. November 1996   |
| 35  | Die Reise in den Wadenmuskel   | Works Out                  | 9. November 1996   |
| 36  | Paulina und die Bohnenpflanze  | Gets Planted               | 16. November 1996  |
| 37  | Abenteuer im Regenwald         | In The Rain Forest         | 23. November 1996  |
| 38  | Die Kraft des Wassers          | Rocks And Rolls            | 30. November 1996  |
| 39  | Eine Welt ohne Recycling       | The Family Holiday Special | 25. Dezember 1996  |

### Staffel 4
| Nr. | Deutscher Titel                | Englischer Titel     | Erstausstrahlung   |
| 40  | Im Reich der Moleküle          | Meets Molly Cule     | 13. September 1997 |
| 41  | Ach, du dickes Ei              | Cracks A Yolk        | 20. September 1997 |
| 42  | Geheimnisvolle Unterwasserwelt | Goes To Mussel Beach | 27. September 1997 |
| 43  | Luftige Experimente            | Goes On Air          | 4. Oktober 1997    |
| 44  | Total versumpft                | Gets Swamped         | 11. Oktober 1997   |
| 45  | Zellen – Bausteine des Lebens  | Goes Cell-Ular       | 18. Oktober 1997   |
| 46  | Von Sternen und Sternchen      | Sees Stars           | 25. Oktober 1997   |
| 47  | Die unsichtbare Kraft          | Gains Weight         | 1. November 1997   |
| 48  | Im Reich der Düfte             | Makes A Stink        | 8. November 1997   |
| 49  | Gegensätze ziehen sich an      | Gets Charged         | 15. November 1997  |
| 50  | Von Bits und Bytes             | Gets Programmed      | 22. November 1997  |
| 51  | Großstadtdschungel             | In The City          | 29. November 1997  |
| 52  | Auf Tauchstation               | Takes A Dive         | 6. Dezember 1997   |

## Der Zauberschulbus ist wieder unterwegs
2017 erschien mit dem Titel Der Zauberschulbus ist wieder unterwegs (Originaltitel: The Magic School Bus Rides Again) eine Fortsetzung der Serie auf Netflix und dreht sich diesmal um Ms. Frizzles jüngere Schwester Fiona Felicity, die ebenfalls als Lehrerin tätig wird. Die deutsche Online-Premiere fand am 29. September 2017 statt. Die zweite Staffel erschien am 13. April 2018.

### Episodenliste

#### Staffel 1
| Nr. | deutscher Titel                 | englischer Titel             |
| 1   | Miss Fissel aus der Zukunft     | Frizzle of the Future        |
| 2   | Schweine im Wind                | Pigs in the Wind             |
| 3   | Schwimmen                       | In the Swim                  |
| 4   | Wetter-Man gegen Captain Felsen | The Battle for Rock Mountain |
| 5   | Magneten-Mambo                  | The Magnetic Mambo           |
| 6   | Carlos muss niesen              | Carlos Gets the Sneezes      |
| 7   | Verstecken                      | Hides and Seeks              |
| 8   | Drei in Einem                   | Three in One                 |
| 9   | Weltraummission: Selfie         | Space Mission: Selfie        |
| 10  | Gletschergeschichten            | The Tales Glaciers Tell      |
| 11  | Ralphie trifft einen Nerv       | Ralphie Strikes a Nerve      |
| 12  | Monster-Energie                 | Monster Power                |
| 13  | Dorothy Ann und die Tiefsee     | DA and the Deep Blue Sea     |

#### Staffel 2
| Nr. | deutscher Titel                       | englischer Titel                  |
| 14  | Das Land, bevor es Tim gab            | The Land Before Tim               |
| 15  | Ein Fall für die Kinder               | Claw and Order                    |
| 16  | Geisterfarm                           | Ghost Farm                        |
| 17  | Im Internet unterwegs                 | Nothin' but the Net               |
| 18  | Völlig neue Blickwinkel               | I Spy with my Animal Eyes         |
| 19  | Auf die Plätze, fertig, scheitern!    | Ready, Set, Fail!                 |
| 20  | Für eine Handvoll Gnocchi             | The Good, the Bad and the Gnocchi |
| 21  | Jede Menge Wolken                     | Send in the Clouds                |
| 22  | Ralphie und die Fliegenden Tennellies | Ralphie and the Flying Tennellies |
| 23  | Tim und die sprechenden Bäume         | Tim and the Talking Trees         |
| 24  | Hier wird nichts verschwendet         | Waste Not, Want Not               |
| 25  | Janets nervöses Gen                   | Janet's Mystery Gene              |
| 26  | Treibstoff für den Bus                | Making Magic                      |

### Synchronisation
Die Serie wird im CSC-Studio in Hamburg vertont. Frank Gustavus, Monty Arnold und Eva Maria Peters schreiben die Dialogbücher. Gustavus führt zudem mit Patrick Bach und Arlette Stanschus die Dialogregie. Patrick Steinmann schreibt die Liedtexte, Stefan Endrigkeit ist für die musikalische Leitung verantwortlich.
| Rolle                    | Englischer Sprecher   | Deutscher Sprecher |
| ------------------------ | --------------------- | ------------------ |
| Professor Valerie Fissel | Lily Tomlin           | Ela Nitzsche       |
| Miss Fiona Fissel        | Kate McKinnon         | Elena Wilms        |
| Arnold Perlstein         | Miles Koseleci-Vieira | Robert Knorr       |
| Wanda Li                 | Lynsey Pham           | Franciska Friede   |
| Keesha Franklin          | Mikaela Blake         | Lotta Doll         |
| Dorothy Ann              | Gabby Clarke          | Linda Fölster      |
| Carlos Ramon             | Leke Maceda-Rustecki  | Flemming Stein     |
| Ralphie Tennelli         | Matthew Mintz         | Benjamin Stolz     |
| Jyoti Kaur               | Birva Pandya          | Jodie Ahlborn      |
| Tim Jamal                | Kaden Stephen         | Jesse Grimm        |